# Manerba del Garda
Manerba del Garda es un municipio italiano de la provincia de Brescia, a las orillas del Lago de Garda, en la Valtenesi. 

## Lugares de interés
- Manerba es una localidad turística del lago de Garda, muy frecuentada por alemanes, holandés y austriacos.
- La Rocca: en un cerro a la orilla del lago se encuentran las ruinas de una antigua torre medieval. El cerro es muy importante bajo el perfil histórico y natural y desde él hay un magnífico panorama del lago de Garda.

## Evolución demográfica
| Gráfica de evolución demográfica de Manerba del Garda entre 1861 y 2001 |
|                                                                         |
| Fuente ISTAT - elaboración gráfica de Wikipedia                         |